# Orešac (Knjaževac)
Pour les articles homonymes, voir Orešac.
Orešac (en serbe cyrillique : Орешац) est un village de Serbie situé dans la municipalité de Knjaževac, district de Zaječar. Au recensement de 2011, il comptait 266 habitants.

## Démographie
| 1948 | 1953 | 1961 | 1971 | 1981 | 1991 | 2002 | 2011 |
| ---- | ---- | ---- | ---- | ---- | ---- | ---- | ---- |
| 829  | 948  | 907  | 728  | 522  | 453  | 325  | 266  |

|  |